# Київська вулиця (Бровари)
Ки́ївська ву́лиця — одна з магістральних вулиць Броварів, найдовша вулиця міста, перетинає його наскрізь. Протяжність становить 6,2 км. Вулиця є єдиним прямим автомобільним шляхом до Києва.

## Розміщення
Лежить на трасі «Київ—Чернігів». Починається на в'їзді з Києва, на кордоні зі столицею, з перехрестя із вулицями, які входять до автошляху E95 — Броварського проспекту Києва та Об'їзної дороги Броварів. Вулиця Київська закінчується на межі міста, біля прилучення вулиці Лісової, Київським лісом.
До дороги з обох боків прилучається вулиця Євгенія Зеленського. Також, з непарного боку прилучаються вулиця Заліська; провулки Піщаний і Коцюбинського; вулиці Якова Остряниці, вулиця Відродження , Зазимський шлях, Івана Гонти, Петропавлівська; провулок Староміський; вулиці Київської Русі, Миколи Лисенка, Миколи Костомарова, Шевченка, Володимира Кутового, В'ячеслава Чорновола, Козацька, Василя Симоненка, Василя Стефаника, Павла Чубинського та Михайла Драгоманова. З парного прилучаються вулиці Михайла Стельмаха, Армії УНР, Красницького повіту, Запорізька, Леонтовича, Дмитра Янченка, Володимира Мономаха, Ярослава Мудрого, Гоголя, Героїв України, Чорних Запорожців, Симона Петлюри, Металургів і Лісова.

## Об'єкти
На вулиці розміщені такі відомі будівлі як:
- № 1 — Центр патріотичного і фізичного виховання[1];
- № 64 — дитячий садок «Віночок»;
- № 137 — Броварська міжрайонна прокуратура[2];
- №153 — ЗОШ I-III ступенів №1;
- № 286 — Броварська ОДПІ[3];
- № 306 — дитячий садок «Ластівка»;
- № 306-а — ЗОШ I-III ступенів № 5[4];
- № 316 — торговельно-розважальний центр «Термінал».

## Транспорт

### Маршрутні таксі
З-поміж маршрутів внутрішньоброварських та сполученням «Київ — Бровари» по вулиці Київській проходять всі маршрути Броварського маршрутного таксі (окрім маршрутів № 17 та № 5 в одному з напрямків), а саме: №№ 2, 3, 5, 10, 12, 15, 16, 701, 702, 704, 706, 707, 714, 779, 780, 781, 783, 810.

### Броварський тролейбус
По вулиці Київській у майбутньому заплановане відкриття тролейбусної лінії. Вона заходитиме на вулицю Київську з Броварського проспекту Києва від її початку і до перехрестя з вулицею Чорних Запорожців. Лінія також матиме відгалуження на вулицю Героїв України.
Станом на квітень 2013 року в рамках освоєння коштів відремонтовано 1 км вулиці, решта шляху тролейбусної лінії лишається без очевидних робіт у зруйнованому стані та зі зрізаними деревами вздовж дороги. За словами міського голови Броварів Ігоря Сапожка, відбувається прокладання комунікацій.

## Пам'ятки історії та архітектури
- Будинок з меморіальною дошкою, в якому працював А.С. Макаренко в 1936-1937 рр., вул. Київська, 235

## Пам'ятники і меморіальні дошки
- Стела на в'їзді до Броварів з боку Києва на початку вулиці Київської
- Пам'ятник Шевченкові Тарасу Григоровичу у парку імені Т. Г. Шевченка на розі вулиць Київської та Ярослава Мудрого.
- Пам'ятний знак на відзначення 150-ї річниці похорону Тараса Григоровича Шевченка в Броварах, у парку імені Т. Г. Шевченка на розі вулиць Київської та Ярослава Мудрого
- Пам'ятник Володимиру Леніну на розі вулиць Київської, Гонти та Петропавлівської, перед будівлею Броварської міжрайонної прокуратури. Був зруйнований під час всеукраїнського «Ленінопаду» після трагічних подій 18—20 лютого 2014 року. Пізніше, 19 травня, на постаменті від пам'ятника громадські активісти відкрили «Меч справедливості».
- Меч справедливості на розі вулиць Київської, Гонти та Петропавлівської, перед будівлею Броварської міжрайонної прокуратури.Відкрили громадські активісти місцевого «Люстраційного комітету» на постаменті від знесеного 21 лютого пам'ятника Володимиру Леніну. «Меч справедливості» символізував боротьбу з корупцією та люстрацію влади. Згодом його разом із залишками постаменту демонтували комунальні служби міста.
- «Братська могила загиблих радянських воїнів», обеліск, у парку Слави по вулиці Київській, 233, зараз на території церкви Петра і Павла УПЦ МП.
- Жителям Броварів — жертвам Голодомору 1932-33 років, пам'ятний хрест біля церкви Святих Апостолів Петра і Павла у парку Слави по вулиці Київській
- Жертвам фашизму, пам'ятний хрест, у парку Слави по вулиці Київській
- Місце спочинку жертв Другої світової війни, що загинули під час бойових дій 1941—1943 років у м. Бровари у парку імені Т. Г. Шевченка на розі вулиць Київської та Ярослава Мудрого
- Меморіальна дошка на місці, де розташовувався будинок, у якому розміщувався штаб М.Щорса, на розі вулиць Коцюбинського та Київській.
- Поштово-кінній станції, де часто бував Шевченко Тарас Григорович, пам'ятна табличка, на площі Шевченка, біля сучасної будівлі Палацу урочистих подій по вулиці Київській
- Пам'ятний знак церкві Святої Трійці у парку Шевченка на розі вулиць Київської та Ярослава Мудрого.
- Антону Макаренку, видатному педагогу та письменнику, на вулиці Київській, 235; на міському будинку культури
- 1-й гвардійській армії, армії СРСР, на вулиці Київській, 153; на будівлі школи № 1
- Страченим броварцям, прихильним до СРСР, на вулиці Київській, 153; на будівлі школи № 1
- Пам'ятник на братській могилі воїнів Радянської Армії, вул. Київська, в/ч КУКС

## Культові споруди
- Собор святих апостолів Петра і Павла м. Бровари, УПЦ МП, по вулиці Київській, 233. Настоятель - Протоієрей Левчук Олександр Володимирович.
- Храм Святого Тарасія, (ПЦУ), відкритий 13 вересня 2015 року в парку і́мені Т. Г. Шевче́нка на розі вулиць Київської та Ярослава Мудрого.

## Зображення

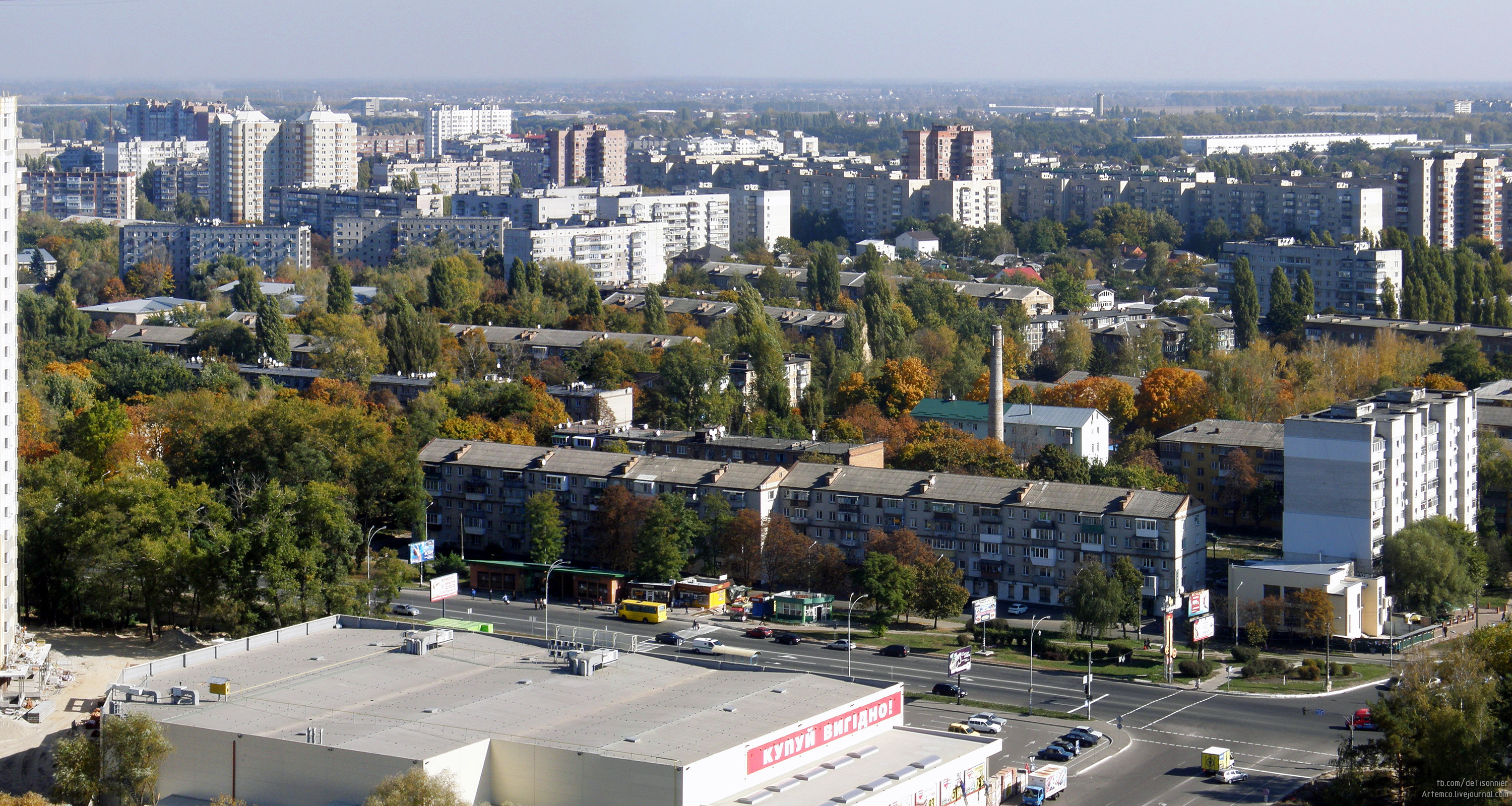
частина Київської вулиці поблизу перехрестя з вулицею Героїв України
Стела на в'їзді до Броварів
Пам'ятник Тарасові Шевченкові у парку Шевченка в Броварах після реконструкції 2013 року
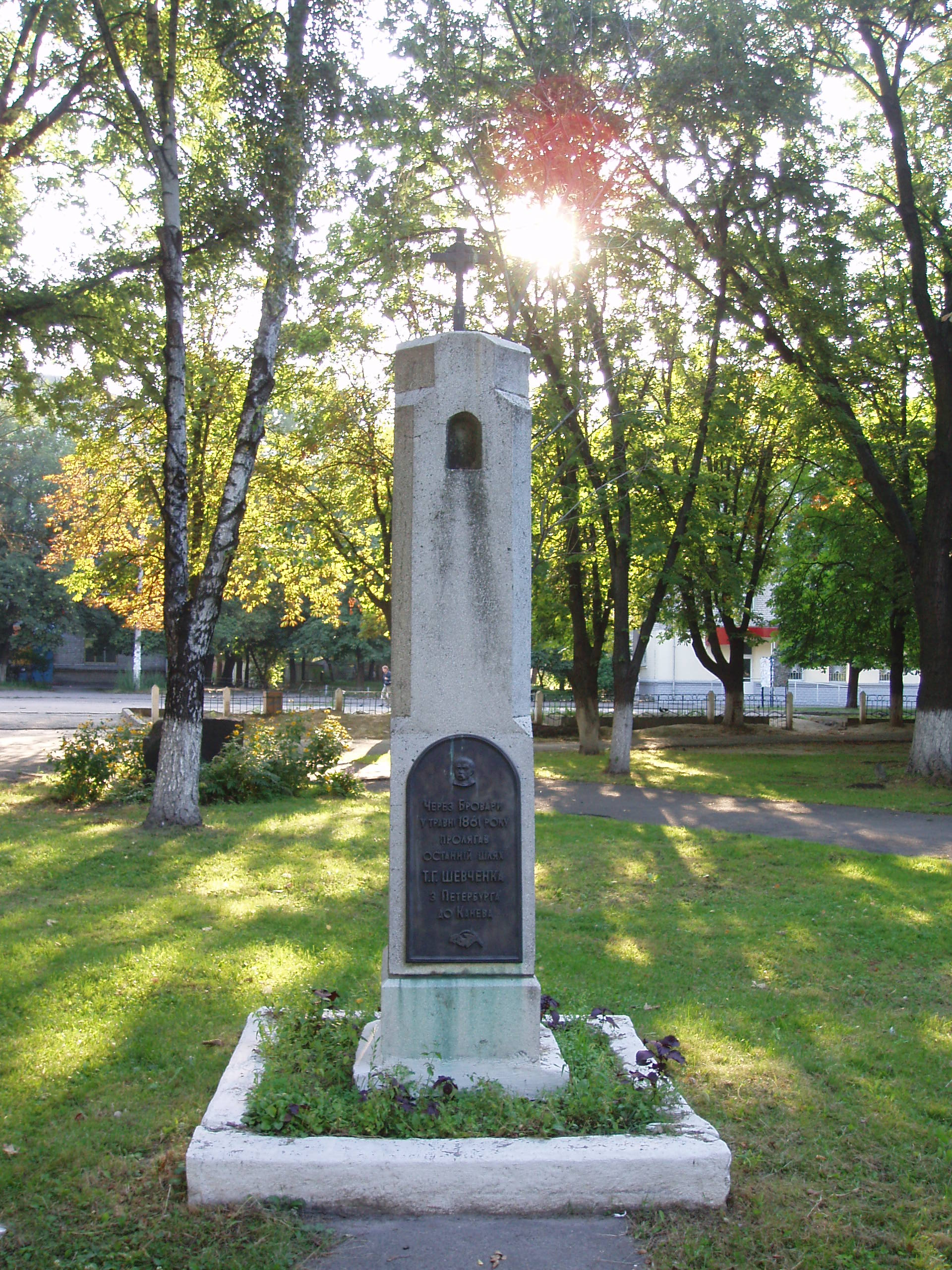
Пам'ятний знак на відзначення 150-ї річниці похорону Тараса Григоровича Шевченка в Броварах
Пам'ятник Володимиру Леніну. Знесений під час Ленінопаду.
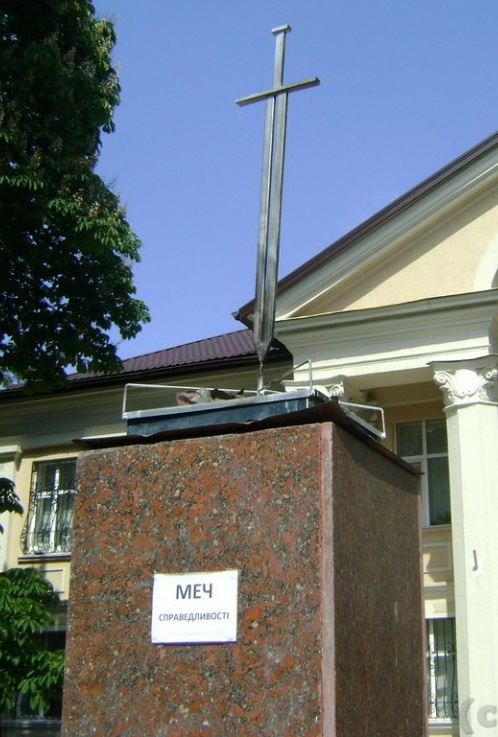
Меч справедливості, демонтований
Обеліск на братській могилі загиблих радянських воїнів у парку Слави по вулиці Київській
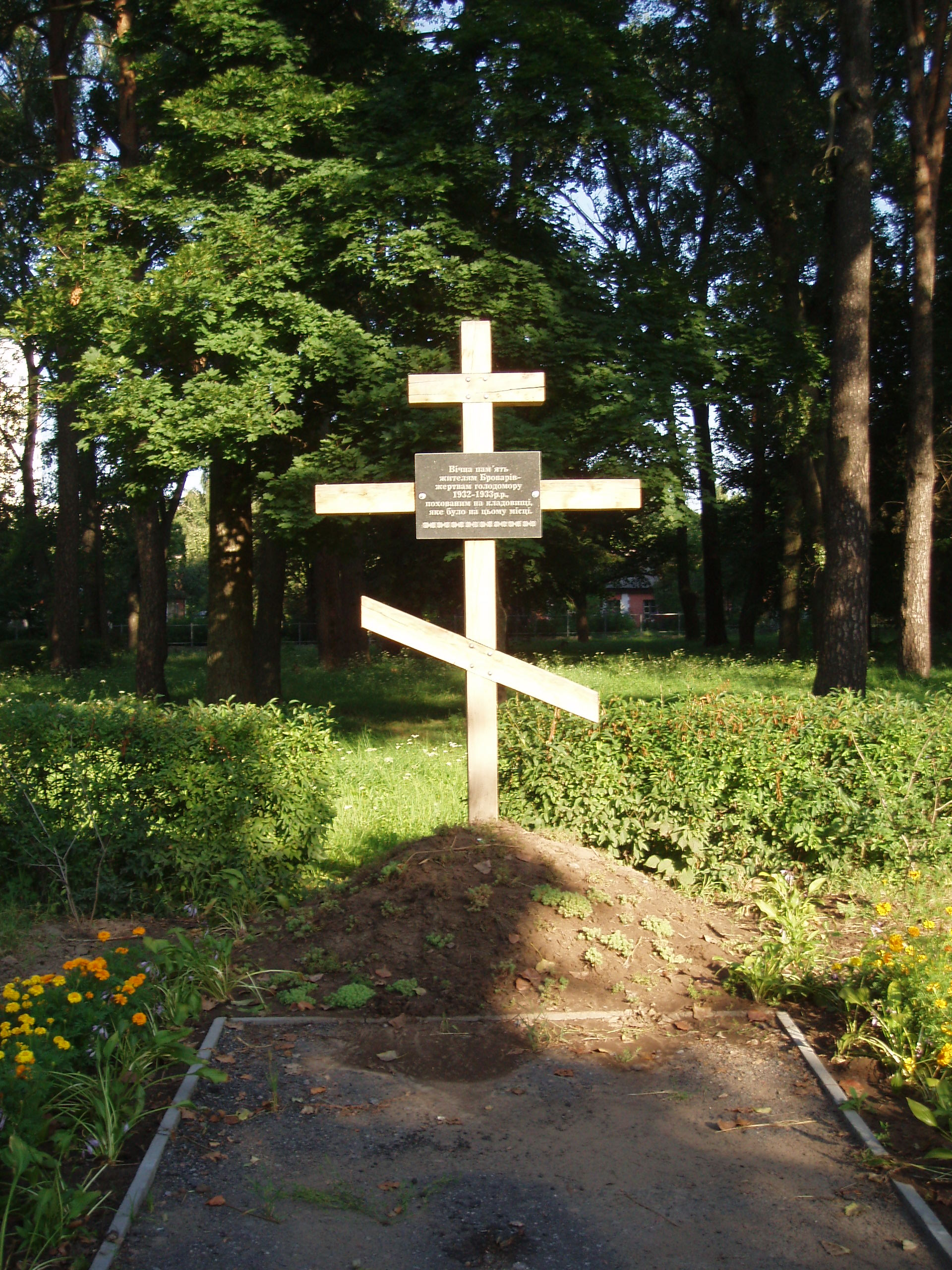
Пам'ятний хрест жителям Броварів — жертвам Голодомору 1932—1933 рр.
Хрест жертвам фашизму. Бровари
Місце спочинку жертв Другої світової війни, що загинули під час бойових дій 1941—1943 рр. у м. Бровари
Поштово-кінній станції Бровари.
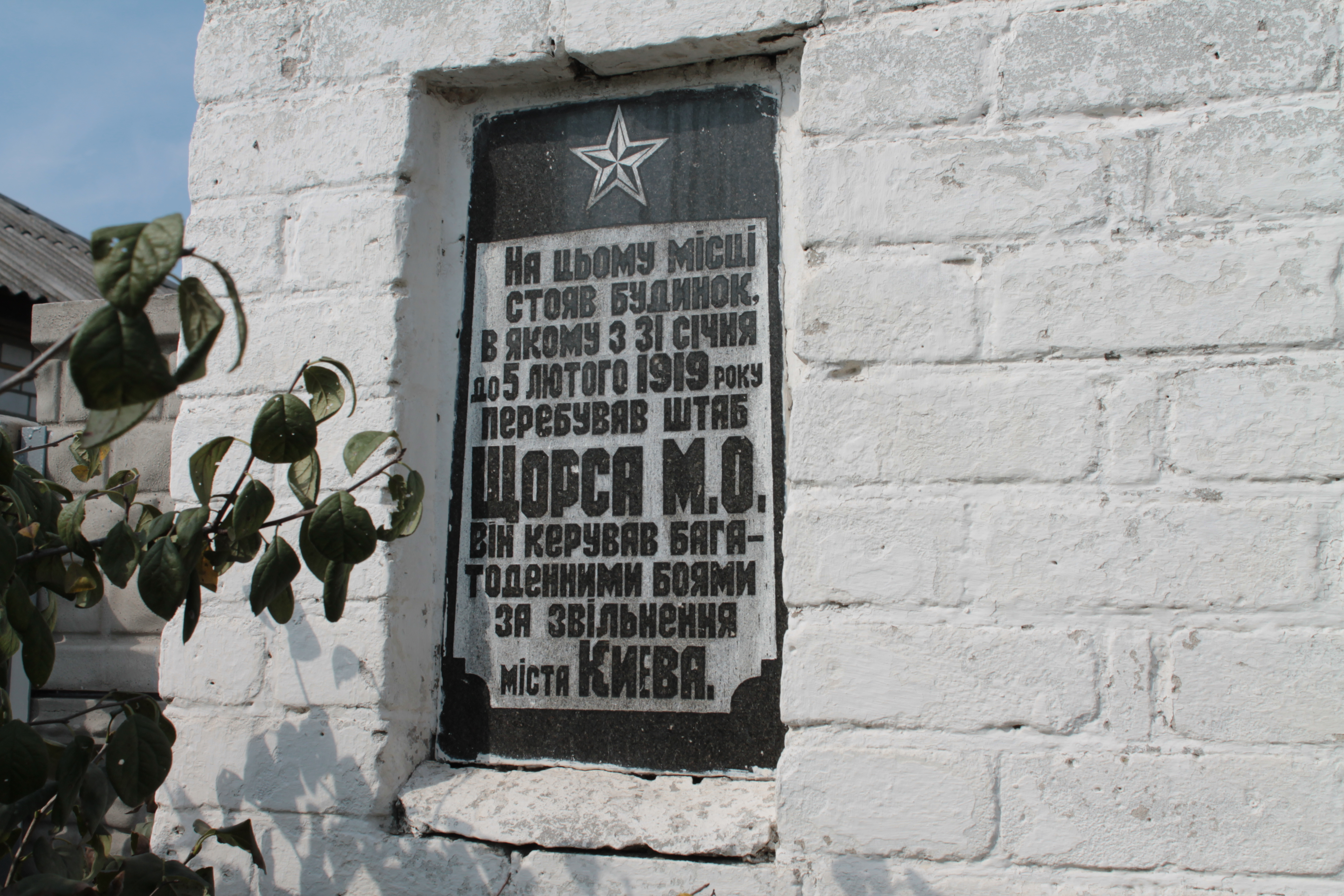
Меморіальна дошка на місці, де розташовувався будинок, у якому розміщувався штаб М. Щорса
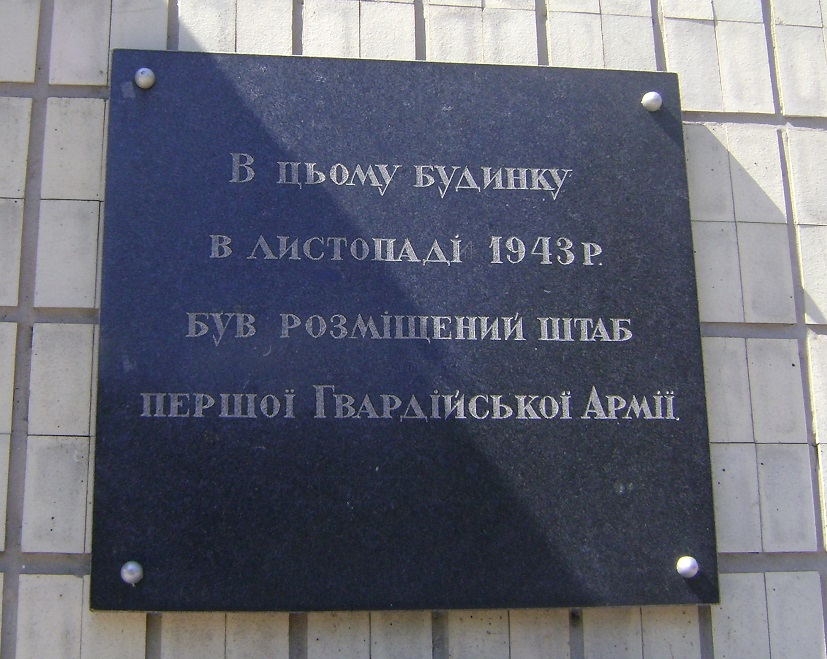
Штабу першої гвардійської армії
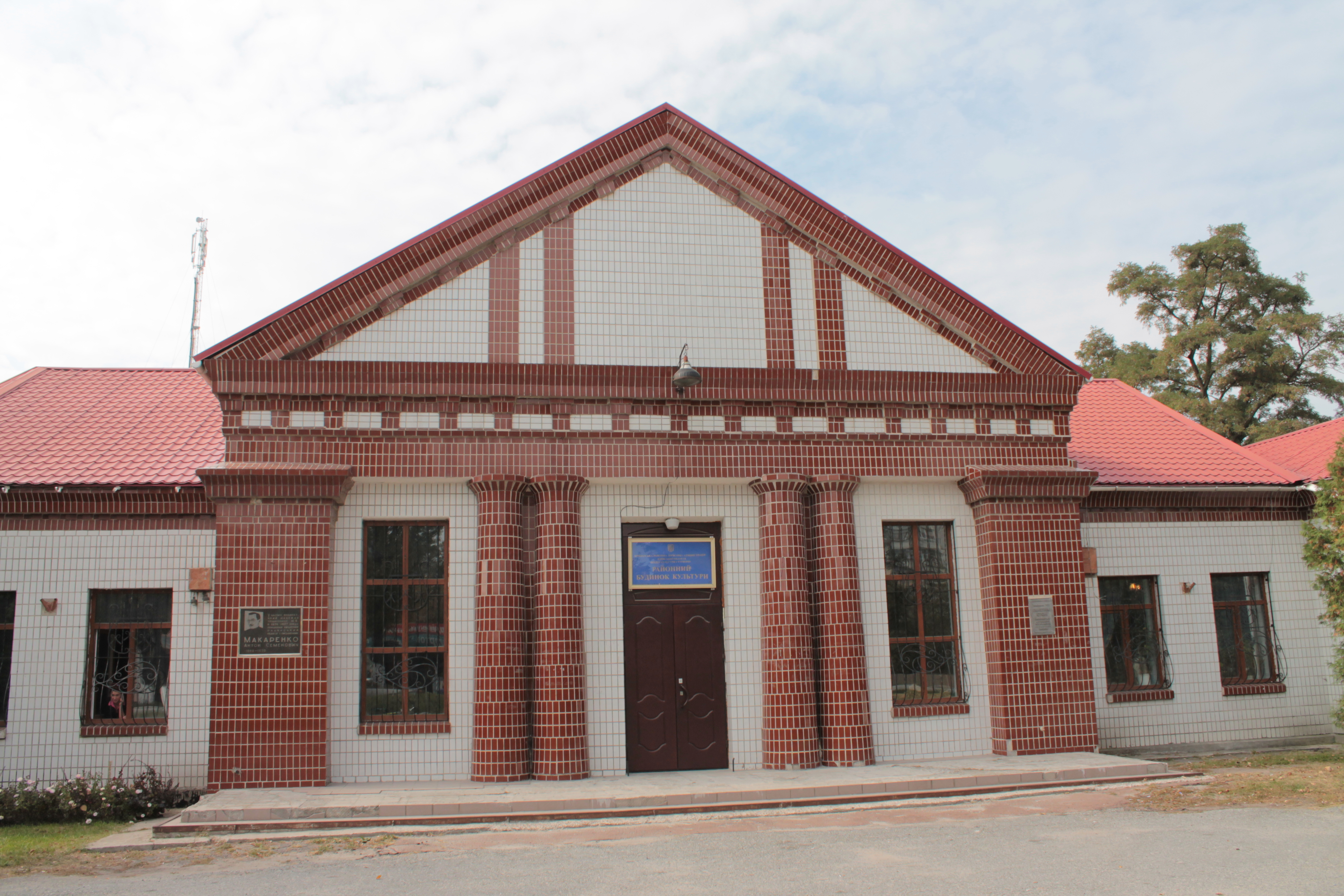
Будинок з меморіальною дошкою, в якому працював А. С. Макаренко в 1936—1937 рр.
Меморіальна табличка Антону Макаренку на будинку культури у Броварах.Меморіальна табличка Антону Макаренку на будинку культури у Броварах.
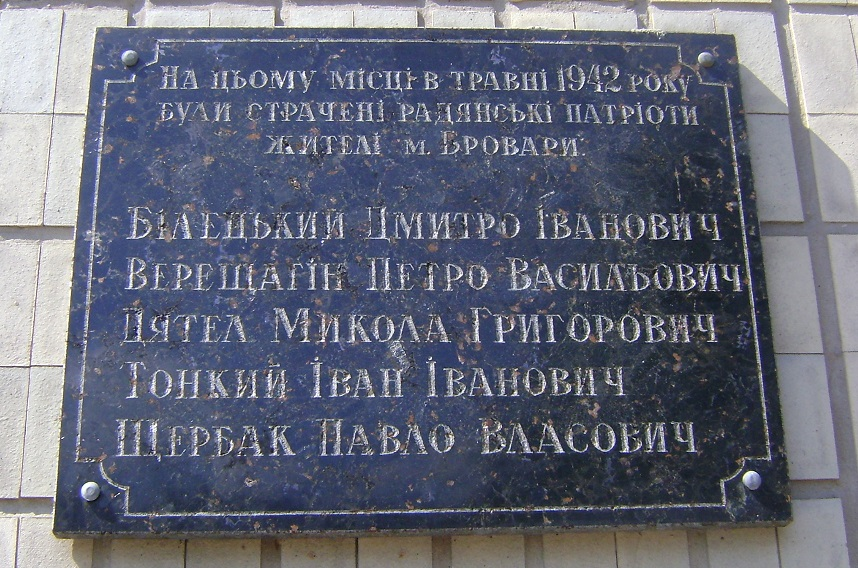
Страченим броварцям 1942 рок
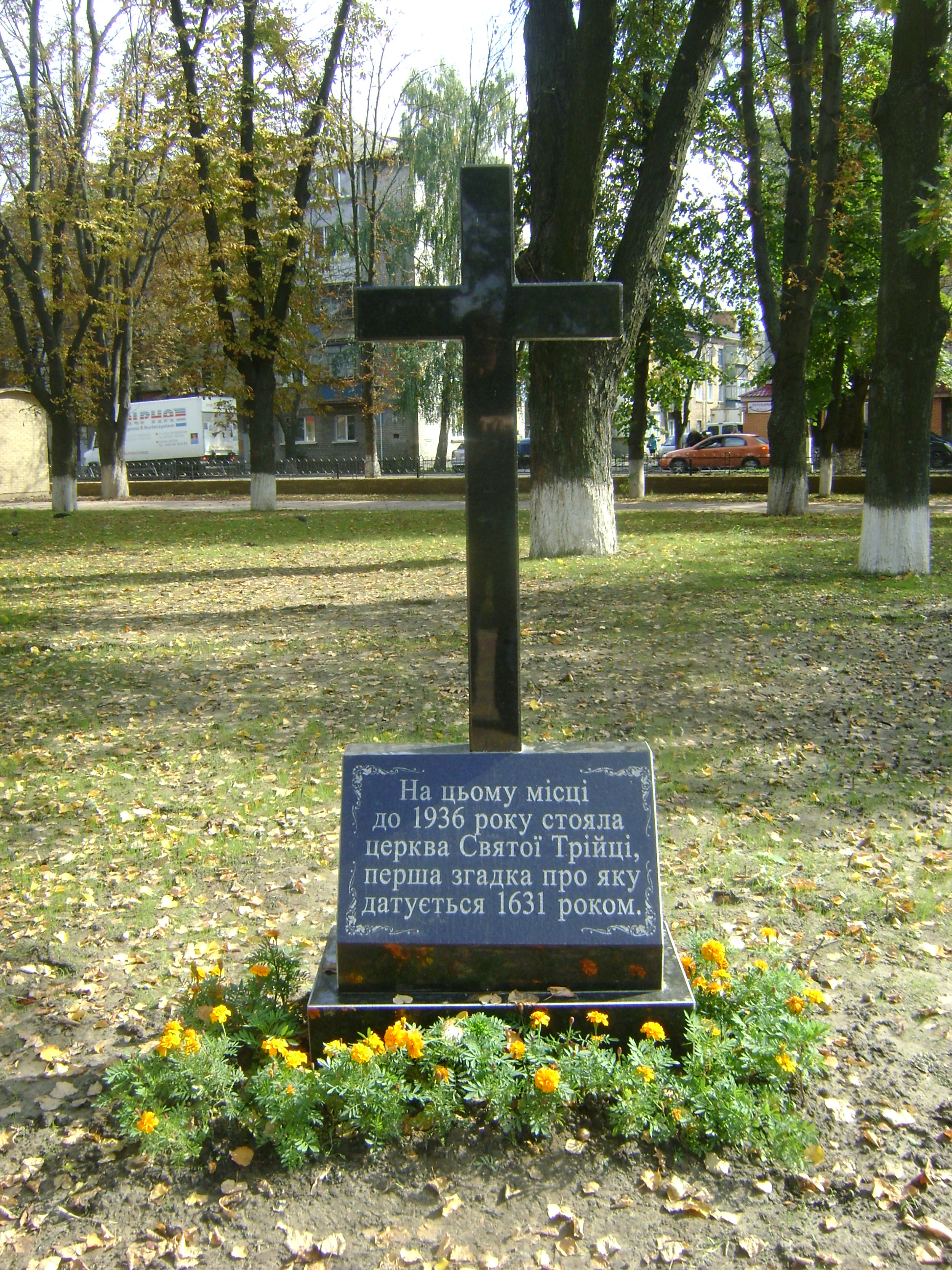
Пам'ятний знак церкві Святої Трійці у парку Шевченка в Броварах
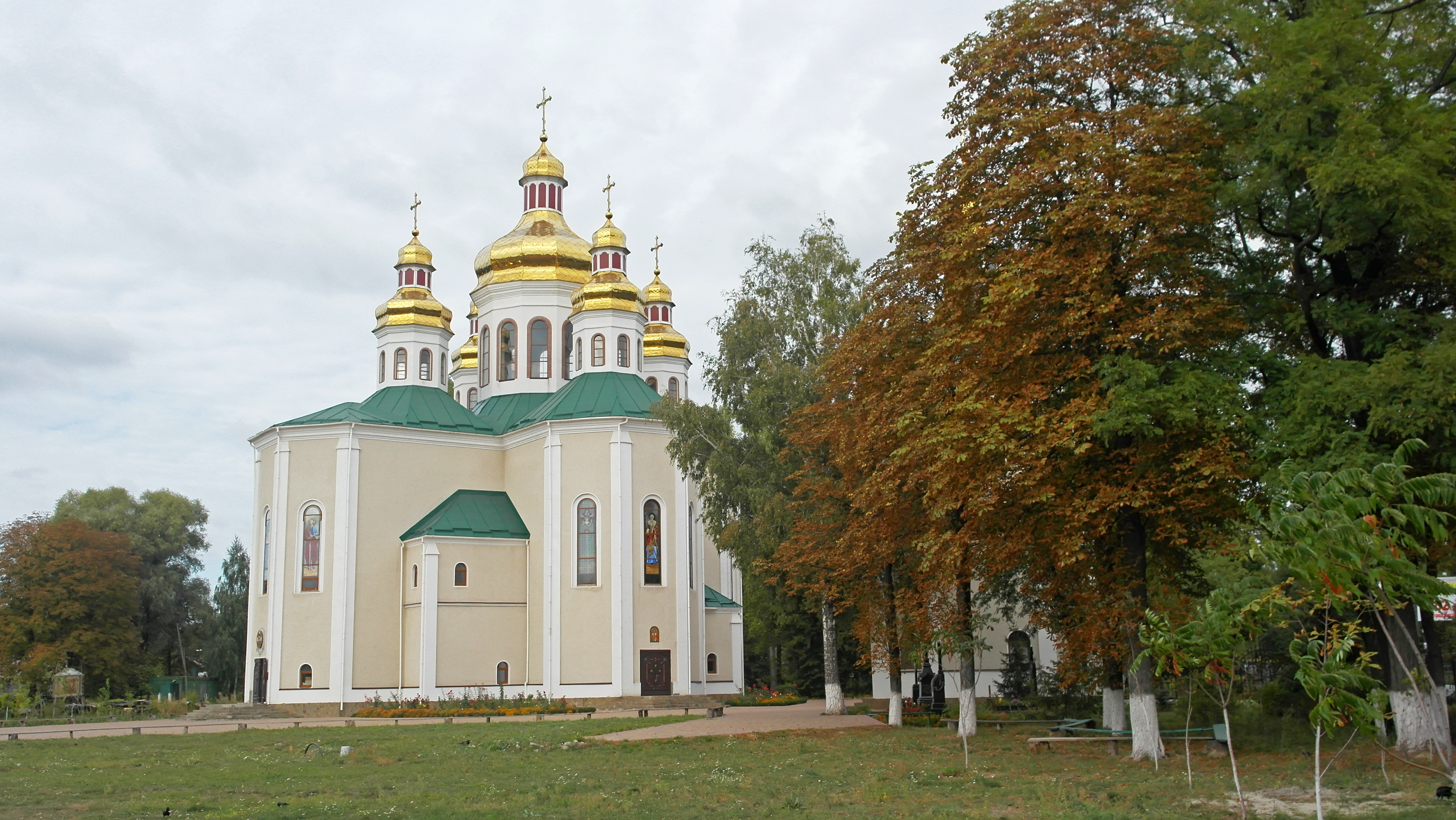
Собор святих апостолів Петра і Павла м. Бровари, УПЦ МП
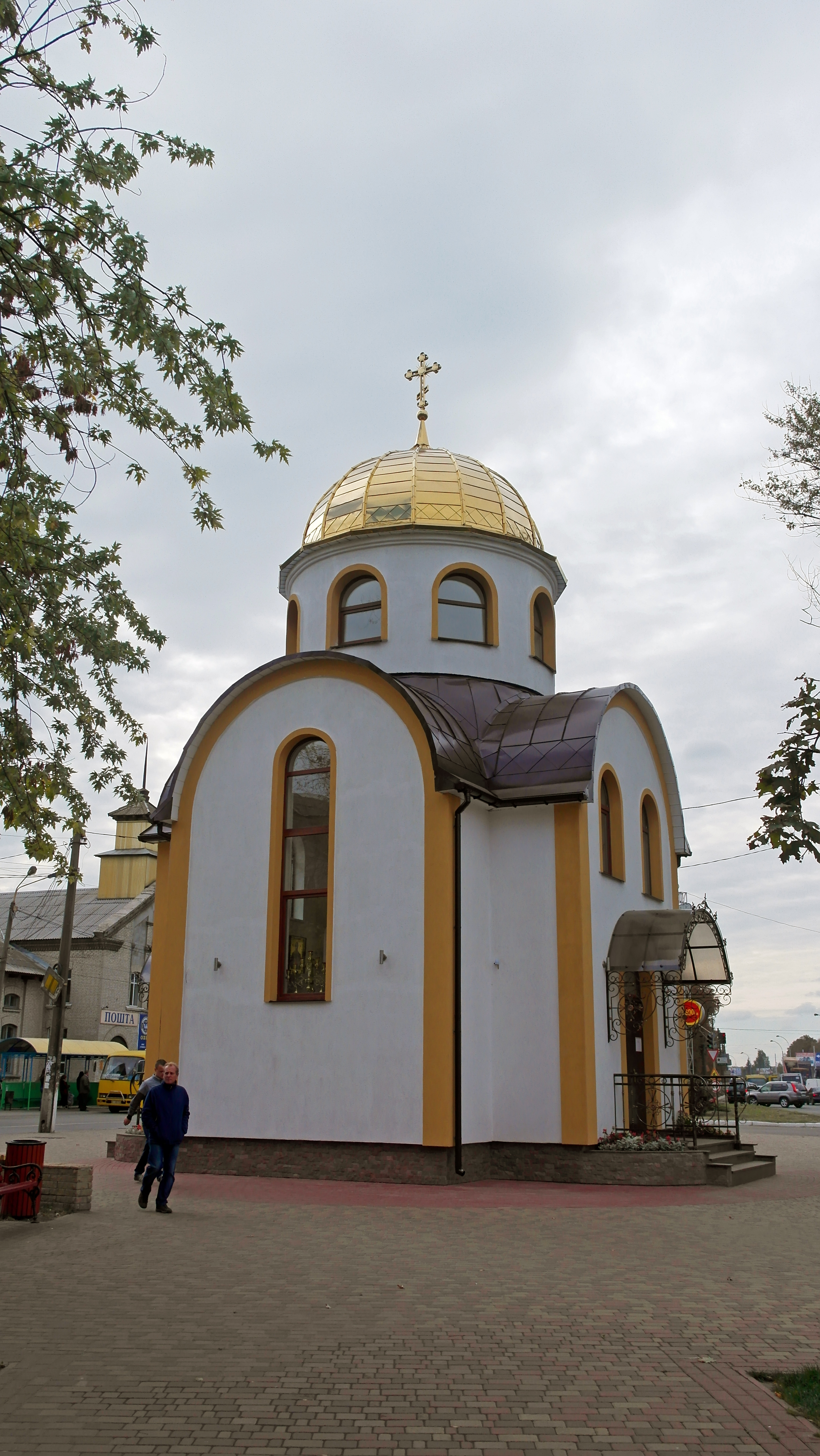
Храм Святого Тарасія, (ПЦУ), Бровари